# 60-mm-Granatwerfer Brandt Modell 1935
Der 60-mm-Granatwerfer Brandt Mle 1935 war ein Granatwerfer der französischen Armee während des Zweiten Weltkriegs.

## Entwicklung
Entworfen und entwickelt wurde der Granatwerfer 1935 von Edgar Brandt. Dieser wollte eine leichte und schnell verlegbare Steilfeuerwaffe zur Unterstützung der Infanterie herstellen.

## Technische Daten

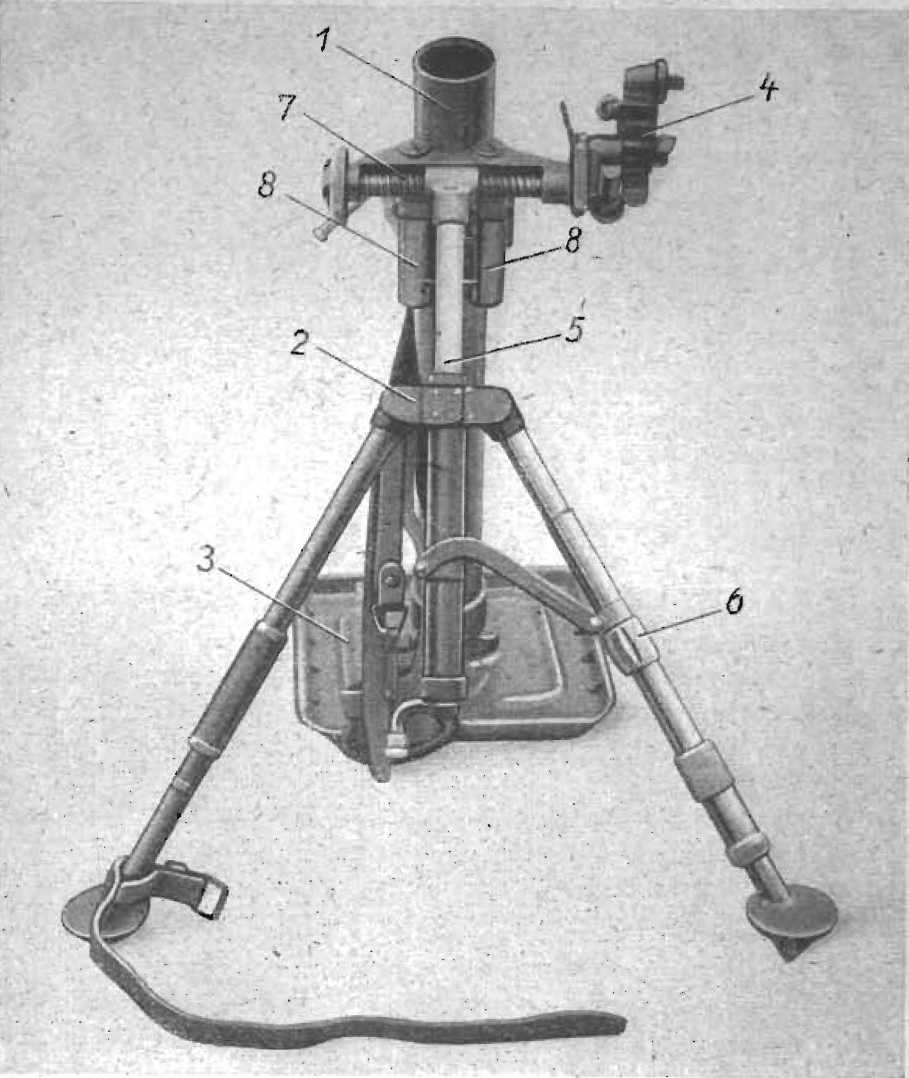

Der Brandt Mle 1935 entspricht der üblichen Stokes-Brandt-Bauweise von leichten Mörsern der Neuzeit. Er bestand aus einem Metallrohr mit glattem Lauf mit Kugelzapfen am unteren Ende und einem feststehenden Schlagbolzen im Verschlussstück. Dadurch konnten die Granaten automatisch abgefeuert wurden, wenn sie in das Rohr fallen gelassen wurden. Das Rohr selber war an einer rechteckigen Grund- oder Bodenplatte befestigt, welche den Kugelzapfen des Rohres aufnahm und den Rückstoß des Schusses in den Boden ableitete. Um den auftretenden Rückstoß zu absorbieren, gab es eine Federpufferung. Um den Granatwerfer ausrichten zu können, gab es an der Vorderseite ein Zweibein. Damit konnte das Werferrohr in der Höhe, der Seite und auch gekippt ausgerichtet werden. Damit war sowohl direktes als auch indirektes Feuern möglich. Um zielen zu können, gab es noch einen Richtaufsatz. Der Richtaufsatz war an der Seite mit 6400 Strichteilungen und in der Höhe mit Gradteilungen versehen. Geladen wurde der Granatwerfer über die Mündung. Die Besatzung des Granatwerfers bestand aus fünf Soldaten. Das waren der Geschützführer, der Richtschütze, der Ladeschütze und zwei Munitionsträger.

## Einsatz

### Einsatz in der französischen Armee
Eingeführt in der französischen Armee Ende 1935, wurde der Granatwerfer bis 1940 eingesetzt. Der 1944 modifizierte Mörser wurde von Frankreich nach dem Krieg mindestens bis in die 1960er-Jahre weiter verwendet.

### Einsatz in der Wehrmacht
Nachdem die deutsche Wehrmacht die französische Armee 1940 besiegt hatte, gelangte eine große Menge an Beutematerial in deren Hände, darunter auch die 60-mm-Granatwerfer. In der Wehrmacht erhielt dieser dann die Bezeichnung 6-cm-Granatwerfer 225 (f) und wurde weiter an allen Fronten eingesetzt.

### Nutzung anderer Armeen
- Das Königreich Rumänen kaufte und baute den 60-mm-Granatwerfer vor und während des Zweiten Weltkrieges in Lizenz nach. Dieser wurde in den Voina-Werken in Brasov hergestellt.
- In der US-Armee wurde eine lizenzierte Variante dieses Granatwerfers unter dem Namen Mortar, 60 mm M2 geführt.
- Die chinesische Armee kopierte diesen Granatwerfer unter dem Namen Typ 31